# 香港旅遊業議會
香港旅遊業議會（英語：Travel Industry Council of Hong Kong），成立於1978年，是獲香港政府承認的業界自我監督組織。1988年起，獲香港法例《旅行代理商條例》授權，外遊旅行社須先成為旅議會會員，然後才可向政府旅行代理商註冊處申請旅行代理商牌照——官方稱這種監管方式為雙層監管。2002年修訂的《旅行代理商條例》規定接待入境的旅行社也須為業議會會員，然後才可申請旅行代理商牌照。自2022年9月起，旅議會的監管旅遊業界職能移撥至旅遊業監管局。

## 組成
議會先後獲法例授權監管外遊與入境旅行社之後，於1999年規定所有外遊領隊必須領取由其發出的領隊證，其後再於2004年規定所有接待入境旅客的導遊必須領取由其發出的導遊證。
整個議會的組成包括八個屬會、約1,700多家會員旅行社、理事會、上訴委員會、十多個委員會和議會辦事處。議會在推行政策之前會先諮詢有關委員會，然後由理事會作出決定，再交由議會辦事處執行。 
為提高透明度以及保障旅遊業者與出入境旅客雙方的利益，所有涉及出入境旅客利益的委員會均由業內人士及業外專業人士組成，而負責審理違反規例個案的所有委員會，更以業外專業人士為大多數，務求結果公正不倚。
現時議會主席為黃進達，總幹事一職則由陳張樂怡於2017年12月接替董耀中太平紳士出任。

## 相關
- 零團費
- 半自助旅遊
- 回扣：謝瑞麟事件 [2]
- 香港導遊總工會
- 旅遊業監管局

## 外部連結
- 香港旅遊業議會 （页面存档备份，存于）